# Дервуд (Меріленд)
Дервуд (англ. Derwood) — переписна місцевість (CDP) в США, в окрузі Монтгомері штату Меріленд. Населення — 2535 осіб (2020).

## Географія
Дервуд розташований за координатами 39°6′51″ пн. ш. 77°9′1″ зх. д. / 39.11417° пн. ш. 77.15028° зх. д. (39.114116, -77.150228).  За даними Бюро перепису населення США в 2010 році переписна місцевість мала площу 1,62 км², з яких 1,62 км² — суходіл та 0,01 км² — водойми.

## Демографія
Згідно з переписом 2010 року, у переписній місцевості мешкала 2381 особа в 835 домогосподарствах у складі 686 родин. Густота населення становила 1466 осіб/км².  Було 852 помешкання (525/км²).
Расовий склад населення:
| - 58,1 % — білих; - 25,5 % — азіатів; - 8,3 % — темношкірих або афроамериканців; - 0,3 % — корінних американців; - 0,1 % — вихідців з тихоокеанських островів; - 3,5 % — осіб інших рас. |

До двох чи більше рас належало 4,2 %. Частка іспаномовних становила 11,8 % від усіх жителів.
За віковим діапазоном населення розподілялося таким чином: 23,1 % — особи молодші 18 років, 64,3 % — особи у віці 18—64 років, 12,6 % — особи у віці 65 років та старші. Медіана віку мешканця становила 43,3 року. На 100 осіб жіночої статі у переписній місцевості припадало 89,0 чоловіків;  на 100 жінок у віці від 18 років та старших — 86,0 чоловіків також старших 18 років.
Середній дохід на одне домашнє господарство  становив 113 511 долар США (медіана — 93 958), а середній дохід на одну сім'ю — 128 212 долари (медіана — 105 500). Медіана доходів становила 87 098 доларів для чоловіків та 47 466 доларів для жінок. За межею бідності перебувало 11,2 % осіб, у тому числі 8,2 % дітей у віці до 18 років та 38,8 % осіб у віці 65 років та старших.
Цивільне працевлаштоване населення становило 893 особи. Основні галузі зайнятості: науковці, спеціалісти, менеджери — 22,7 %, освіта, охорона здоров'я та соціальна допомога — 20,8 %, публічна адміністрація — 16,2 %.